# Аннабель Броєр
Аннабель Броєр (нім. Annabel Breuer; нар. 23 жовтня 1992) — фехтувальниця та баскетболістка 1,5 очок на візках. Грає за «Равенсбург» та «Сабіна Ульм» у німецькій лізі баскетболу на візках. У грудні 2012 року вона підписала контракт, щоби також грати за клуб першого дивізіону «Лан-Дилль». Гравчиня збірної Німеччина, з якою виграла два титули Європи, срібло на Чемпіонаті світу 2010 та золото на літній Паралімпіаді-2012 у Лондоні. Після лондонських ігор президент Йоахім Ґаук нагородив команду найвищою спортивною нагородою Німеччини «Срібним лавровим листом».

## Біографія
Народилася 23 жовтня 1992 року в маленькому містечку Біркенгардт у Швабії. Проживає зі своїми батьками, трьома братами й сестрами та собакою. У дитинстві потрапила в автомобільну аварію, а її нижні кінцівки паралізувало.
Бреєр почала займатися фехтуванням на візках як хобі. 13-річною виграла срібло на Кубку світу з фехтування на візках 2006 року в Турині. Але через заплановану операцію на спинному мозку не змогла взяти участь у літніх Паралімпійських іграх 2008 року в Пекіні. На чемпіонаті Європи 2009 року у Варшаві вона виграла золото з німецькою командою на шпагах, а також срібло та бронзу в одиночному розряді. Німецький спортивний фонд назвав 16-річну Бреєр найкращою серед спортсменів-інвалідів 2009 року. На Чемпіонаті світу 2010 у Парижі посіла лише посіла п'яте місце. 2011 року її нагородили премією Гільди Фрей. Вона мріяла потрапити на літні Паралімпійські ігри 2012 у Лондоні.
Бреєр стала учасницею Паралімпіади-2012, але як баскетболістка на візку, а не як фехтувальниця. Із цим спортом її познайомив друг, а пізніше помітив національний тренер. Вона грала за «Сабіна Ульм» та була єдиною жінкою в змішаній команді. Броєр класифікували як гравця із 1,5 очками. Але жінки отримують бонус у 1,5 очка, коли грають у змішаній команді, що робить її фактично гравцем із нульовим очком. Її класифікація разом із високою технічною кмітливістю робить її дуже цінним гравцем у будь-якій команді.
Бреєр потрапила до національної збірної Німеччини та виграла золото на чемпіонаті Європи 2011 року в Назареті (Ізраїль), перемігши Нідерланди у фіналі (48:42). У червні 2012 року вони здобули право виступати на Літніх Паралімпійських іграх 2012 року в Лондоні. У матчі на золоту медаль змагалися проти Австралії та перемогли з рахунком 48:46. Хоча декілька місяців тому програли їм (44:58). Фінальний матч відбувся на арені «Північний Гринвіч» з 12 тис. уболівальників. Президент Йоахім Ґаук нагородив їх Срібним лавровим листом. Її команду назвали найкращою за 2012 рік. Лорд-мер Іво Ґеннер на церемонії в Ульму привітав Броєр та записав її ім'я до Золотої книги міста. У грудні 2012 року оголошено, що, крім виступів за «Сабіна Ульм» із другого дивізіону, вона також гратиме у 2013 році за п'ятиразового переможця Ліги чемпіонів — клуб першого дивізіону «Лан-Дилль».
Хоч Броєр постійно переривали навчання через тренування та змагання, але розмовляла англійською, французькою, німецькою та іспанською мовами, а ще в лютому 2013 року складали іспити до школи Маттіаса Ерцбергера. у Бібераху. 2014 року на Чемпіонаті світу в Канаді збірна Німеччина здобула срібло. А наступного року обіграла Нідерланди та здобула 10-й чемпіонський титул. На Паралімпіаді-2016 вона виграла срібло після поразки у фіналі від США.

## Досягнення
- 2006: Срібло — Чемпіонат світу з фехтування на візках (Турин, Італія)[5]
- 2009: Золото (команда), Срібло та Бронза (одиночний) — Чемпіонат Європи (Варшава, Польща)[5][6]
- 2010: Срібло — Чемпіонат світу (Бірмінгем, Сполучене Королівство)[23][24]
- 2011: Золото — Чемпіонат Європи (Назарет, Ізраїль)[12]
- 2012: Золото — Літні Параолімпійські ігри (Лондон, Англія)[14]
- 2013: Срібло — Чемпіонат Європи (Франкфурт, Німеччина)[25]
- 2014: Срібло — Чемпіонат світу (Торонто, Канада)[20]
- 2015: Золото — Чемпіонат Європи (Вустер, Англія)[21]
- 2016: Срібло — Літні Параолімпійські ігри (Ріо-де-Женейро, Бразилія)[22][26]

## Нагороди
- 2009: Молодий спортсмен року в параспорті[7]
- 2012: Команда року[17]
- 2012: Срібний лавровий лист[16]
- 2012: Запис до Золотої книги міста Ульм[18]